# Émile Chanel
Émile Chanel, né le 15 août 1851 à Villars-les-Dombes et mort le 5 décembre 1927 à Bourg-en-Bresse, est un spéléologue français. 
Il est considéré comme le fondateur de la spéléologie moderne dans le département de l'Ain.

## Biographie
Émile Chanel fut également professeur au lycée Lalande, à Bourg-en-Bresse

## Activités spéléologiques
Dans le domaine de la spéléologie, Émile Chanel peut être considéré comme le fondateur de la spéléologie moderne dans le département de l'Ain.
Il réalisa un premier inventaire des cavités de ce département (cf. infra) ; il émit des hypothèses sur la formation des cavernes locales.

## Œuvres
Émile Chanel rédigea une série d'articles parus entre 1898 et 1907, sur les « grottes, gouffres, abîmes, puits ou tombarettes, abris du département de l'Ain. », dans plusieurs revues dont le Bulletin de la Société des naturalistes de l'Ain. Ce recensement constitue le premier inventaire des cavités du département.
D'autres publications sont disséminées dans le Bulletin de la Société de géographie de l'Ain, dans le Bulletin de la Société géologique de France, dans la première série de Spelunca, dans les Comptes-rendus à l'Académie des Sciences et dans le Bulletin de la Société des naturalistes et archéologues de Ain.

## Sources et références
- « Les grandes figures disparues de la spéléologie française », Spelunca (Spécial Centenaire de la Spéléologie), no 31,‎ juillet-septembre 1988, p. 40
- Delanghe, Damien, Médailles et distinctions honorifiques (document PDF), in : Les Cahiers du CDS no 12, mai 2001.
- Drouin, Ph. : Émile Chanel et les débuts de l'exploration spéléologique dans le département de l'Ain.

1. ↑  Acte de décès (avec date et lieu de naissance) à Bourg-en-Bresse, no 613, vue 155/183.
2. ↑  Bulletin archéologique du Comité des travaux historiques et scientifiques (1885).